# Magne Olavsson

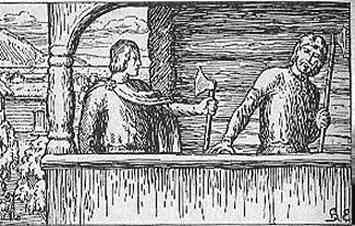
El rei Magnus i Asmund segons una il·lustració del S. XIX

Magnus Olavsson (1024 - 25 d'octubre de 1047), conegut com a Magnus el Bo, o el Noble. Era fill il·legítim del rei Olaf II de Noruega, però hagué de fugir del país quan el seu pare fou destronat. El 1035 va tornar a Noruega on fou coronat rei amb només 11 anys. El 1042 també va ser coronat rei de Dinamarca. Va governar ambdós països fina la seva mort, en circumstàncies poc clares, l'any 1047.

## Biografia
Magnus era fill il·legítim del rei de Noruega Olaf II, que seria conegut com a Sant Olaf, i una concubina. Segons la saga Heimskringla hauria rebut el nom en honor de Carlemany (Carolus Magnus).
El 1028 Olaf va ser destronat pel rei danès Canut el Gran, i Magnus i els seus pares van anar a l'exili a Rus de Kíev. Olaf va morir el 1030 durant la batalla de Stiklestad, i el jove Magnus va continuar a l'exili amb la seva mare. Quan Canut el Gran morí el 1035, la noblesa noruega va organitzar el seu retorn per evitar continuar sota domini danès. Va ser coronat rei el 1035, amb 11 anys. Tot i que en un primer moment va voler perseguir els enemics del seu pare, al final els seus consellers el van convèncer de no buscar venjança, fet que li va fer guanyar l'apel·latiu de "el Bo".
Les pretensions daneses sobre Noruega continuaven i vers l'any 1040 Magnus va organitzar una campanya contra Hardecanut, el fill de Canut el Gran. Finalment, però, els dos reis pactaren una pau per la qual el primer a morir seria succeït per l'altre. L'any 1042 Hardecanut va morir i Magnus esdevingué rei de Dinamarca.
Per reforçar el seu regnat, va ordenar la destrucció de la fortalesa dels Jomsvíkings i va derrotar a Svend Estridsson, pretendent al tron.
Va morir sense descendència, deixant Noruega al seu tiet Harald Haraldsson i Dinamarca a l'esmenat Svend Estridsson, cosí de Hardecanut.